# Dendrochilum panduratum
Dendrochilum panduratum är en orkidéart som beskrevs av Rudolf Schlechter. Dendrochilum panduratum ingår i släktet Dendrochilum och familjen orkidéer.
Artens utbredningsområde är Sumatera. Inga underarter finns listade i Catalogue of Life.